# Pseudoclausia sarawschanica
Pseudoclausia sarawschanica är en korsblommig växtart som först beskrevs av Eduard August von Regel och Johannes Theodor Schmalhausen, och fick sitt nu gällande namn av Viktor Petrovitj Botjantsev. Pseudoclausia sarawschanica ingår i släktet Pseudoclausia och familjen korsblommiga växter. Inga underarter finns listade i Catalogue of Life.